# Margarinotus purpurascens
Margarinotus purpurascens is een keversoort uit de familie Histeridae. Het wordt gevonden in Europa en Noord-Azië, Noord-Amerika en Zuid-Azië.  Het werd in 1791 wetenschappelijk beschreven door Johann Friedrich Wilhelm Herbst. Hij leeft onder rottend plantaardig materiaal, incl. mest/poep. Elytra (dekschilden) hebben slecht gedefinieerde rode vlekken.